# Inline-Speedskating-Weltmeisterschaften 2011
Die Inline-Speedskating-Weltmeisterschaften fanden vom 30. August bis 5. September 2011 im südkoreanischen Yeosu statt. Die erfolgreichsten Teilnehmer waren Hyo Sook Woo bei den Frauen und Andres Muñoz bei den Männern.

## Frauen
| Distanz              | Gold                                      | Silber                                              | Bronze                                           |
| Bahn                 | Bahn                                      | Bahn                                                | Bahn                                             |
| -------------------- | ----------------------------------------- | --------------------------------------------------- | ------------------------------------------------ |
| 300 m Einzelsprint   | Jercy Puello                              | Yi Seul Aun                                         | Erika Zanetti                                    |
| 500 m Sprint         | Jercy Puello                              | Ingrid Factos                                       | Fan Chihling                                     |
| 1000 m Sprint        | Estefania Fasinato                        | Melisa Bonnet                                       | Yi Seul Aun                                      |
| 10000 m Punkte-Auss. | Hyo Sook Woo                              | Kelly Martinez                                      | Fan Chihling                                     |
| 15000 m Ausscheidung | Hyo Sook Woo                              | Kelly Martinez                                      | Marta Ramirez                                    |
| 3000 m Staffel       | Taiwan Yang Hochen Pan-Yi Chin Liu-Fu Jen | Kolumbien Kelly Martinez Marta Ramirez Jercy Puello | Deutschland Sabine Berg Jana Gegner Mareike Thum |
| Straße               |                                           |                                                     |                                                  |
| 200 m Einzelsprint   | Jercy Puello                              | Estefania Cuervo                                    | Erika Zanetti                                    |
| 500 m Sprint         | Sandra Buelvas                            | Maria Jose Moya                                     | Veronica Elias                                   |
| 10000 m Punkte       | Hyo Sook Woo                              | Yang Hochen                                         | Dan Guo                                          |
| 20000 m Ausscheidung | Hyo Sook Woo                              | Kelly Martinez                                      | Dan Guo                                          |
| 5000 m Staffel       | Taiwan Yang Hochen Pan-Yi Chin Liu-Fu Jen | Südkorea Ju-hee Im Ji-hyeon Lee Hyo-sook Woo        | Deutschland Sabine Berg Jana Gegner Mareike Thum |

## Männer
| Distanz              | Gold                                                | Silber                                              | Bronze                                               |
| Bahn                 | Bahn                                                | Bahn                                                | Bahn                                                 |
| -------------------- | --------------------------------------------------- | --------------------------------------------------- | ---------------------------------------------------- |
| 300 m Einzelsprint   | Pedro Causil                                        | Andres Muñoz                                        | Nicolas Pelloquin                                    |
| 500 m Sprint         | Andres Muñoz                                        | Pedro Causil                                        | Nicolas Pelloquin                                    |
| 1000 m Sprint        | Pedro Causil                                        | Scott Arlidge                                       | Lin Lo Wei                                           |
| 10000 m Punkte-Auss. | Bart Swings                                         | Scott Arlidge                                       | Son Geung Seong                                      |
| 15000 m Ausscheidung | Peter Michael                                       | Bart Swings                                         | Jorge Cifuentes                                      |
| 3000 m Staffel       | Kolumbien Andres Muñoz Jorge Cifuentes Carlos Pérez | Neuseeland Reyon Kay Peter Michael Kalon Dobbin     | Belgien Bart Swings Jore van den Berghe Ferre Spruyt |
| Straße               |                                                     |                                                     |                                                      |
| 200 m Einzelsprint   | Andres Muñoz                                        | Matthias Schwierz                                   | Sung Ching Yang                                      |
| 500 m Sprint         | Andres Muñoz                                        | Lo Wei Lin                                          | Michel Mulder                                        |
| 10000 m Punkte       | Yann Guyader                                        | Bart Swings                                         | Crispijn Ariens                                      |
| 20000 m Ausscheidung | Fabio Francolini                                    | Bart Swings                                         | Joey Mantia                                          |
| 5000 m Staffel       | Kolumbien Andres Muñoz Pedro Causil Carlos Pérez    | Frankreich Ewen Fernandez Yann Guyader Brian Lepine | Belgien Bart Swings Jore van den Berghe Ferre Spruyt |

## Medaillenspiegel
| Platz | Land                | Gold | Silber | Bronze | Gesamt |
| ----- | ------------------- | ---- | ------ | ------ | ------ |
| 1.    | Kolumbien           | 10   | 7      | 2      | 19     |
| 2.    | Südkorea            | 4    | 2      | 2      | 8      |
| 3.    | Chinesisch Taipeh   | 2    | 2      | 4      | 8      |
| 4.    | Belgien             | 1    | 3      | 2      | 6      |
| 5.    | Neuseeland          | 1    | 3      | 0      | 4      |
| 6.    | Frankreich          | 1    | 1      | 2      | 4      |
| 7.    | Argentinien         | 1    | 1      | 0      | 2      |
| 8.    | Italien             | 1    | 0      | 2      | 3      |
| 9.    | Venezuela           | 1    | 0      | 0      | 1      |
| 10.   | Deutschland         | 0    | 1      | 2      | 3      |
| 11.   | Chile               | 0    | 1      | 0      | 1      |
| 11.   | Ecuador             | 0    | 1      | 0      | 1      |
| 13.   | Niederlande         | 0    | 0      | 2      | 2      |
| 13.   | Volksrepublik China | 0    | 0      | 2      | 2      |
| 15.   | Vereinigte Staaten  | 0    | 0      | 1      | 1      |
| 15.   | Mexiko              | 0    | 0      | 1      | 1      |